# Ataenius cristobalensis
Ataenius cristobalensis är en skalbaggsart som beskrevs av Cook och Peck 2000. Ataenius cristobalensis ingår i släktet Ataenius och familjen Aphodiidae. Inga underarter finns listade.